# Inge Stauss
Inge Stauss Holst (alias Inge Stausbøl) (28. december 1926 i Esbjerg - 22. januar 2016) var en dansk sangerinde, der var mest kendt for at have været medlem af trioen Lørdagspigerne, der med pladeudgivelser og radiooptrædender havde stor succes i 1950'erne.
I 1940'erne var hun med i vokalgruppen Okey Dokies, der i efterkrigstiden udgav plader og optrådte på Hotel Adlon for amerikanske soldater, der kom til Danmark i disse år.
Hun var endvidere med i gruppen Femtetten inden hun kom med i sangtrioen Lørdagspigerne sammen med Birthe Buch og Nete Schreiner. Sidstnævnte var også medlem af Okey Dokies.
Med Lørdagspigerne havde hun stor succes med egne fortolkninger af tidens standarder så som "Jeg Plukker Fløjlsgræs", "Elefantens vuggevise", "Når Lygterne Tændes", "Bamses Fødselsdag" og mange andre. I starten af 1960'erne gik trioen dog i opløsning.
Efter tiden med Lørdagspigerne udgave hun nogle soloplader og deltog i det danske Melodi Grand Prix i 1960 med sangen "Gør hva' Du Vil", der blev nr. 2.
Herefter trak hun sig tilbage fra rampelyset.